# Championnat du Japon de football 1999
Navigation
J1 League 1998 J1 League 2000
Le Championnat du Japon de football 1999 est la 34e édition de la première division japonaise et la 7e édition de la J.League. Le championnat a débuté le 6 mars 1999 et s'est achevé le 11 décembre 1999. 
La mise en place d'un système de relégation simplifié, dans lequel les deux derniers du championnat sont relégués et les deux premiers de J. League 2 promus. Cette année marque également la fin des tirs au but en championnat.

## Les clubs participants
Les 16 de la J League 1998 participent à la compétition.
| Club                 | Dernière montée | Ville     | Classement 1998 | Entraîneur                 | Depuis | Stade                              | Capacité | Nombre de saisons |
| -------------------- | --------------- | --------- | --------------- | -------------------------- | ------ | ---------------------------------- | -------- | ----------------- |
| Júbilo Iwata         | 1994            | Iwata     | 1er             | Takashi Kuwahara           | 1999   | Stade Yamaha                       | 16 893   | 6                 |
| Kashima Antlers      | -               | Kashima   | 2e              | Zico                       | 1999   | Stade de Kashima                   | 40 728   | 7                 |
| Shimizu S-Pulse      | -               | Shizuoka  | 3e              | Steve Perryman             | 1999   | Stade du parc Nihondaira           | 20 299   | 7                 |
| Yokohama F. Marinos  | -               | Yokohama  | 4e              | Toño de la Cruz            | 1999   | Stade Nissan                       | 72 327   | 7                 |
| Nagoya Grampus Eight | -               | Nagoya    | 5e              | João Carlos da Silva Costa | 1999   | Stade d'athlétisme de Mizuho       | 27 000   | 7                 |
| Urawa Red Diamonds   | -               | Saitama   | 6e              | Aad de Mos                 | 1999   | Urawa Komaba Stadium               | 21 500   | 7                 |
| Kashiwa Reysol       | 1995            | Kashiwa   | 7e              | Akira Nishino              | 1998   | Hitachi Kashiwa Stadium            | 15 349   | 5                 |
| Cerezo Osaka         | 1995            | Osaka     | 8e              | René Desaeyere             | 1999   | Stade Nagai                        | 50 000   | 5                 |
| Sanfrecce Hiroshima  | -               | Hiroshima | 9e              | Eddie Thomson              | 1997   | Grande Arche d'Hiroshima           | 50 000   | 7                 |
| Shonan Bellmare      | 1994            | Hiratsuka | 10e             | Mitsuru Komaeda            | 1999   | Hiratsuka Stadium                  | 18 500   | 6                 |
| Verdy Kawasaki       | -               | Kawasaki  | 11e             | Hideki Matsunaga           | 1999   | Stade d'athlétisme de Todoroki     | 27 495   | 7                 |
| Kyoto Purple Sanga   | 1996            | Kyoto     | 12e             | Shū Kamo                   | 1999   | Nishikyogoku Athletic Stadium      | 20 588   | 4                 |
| Gamba Osaka          | -               | Suita     | 13e             | Hiroshi Hayano             | 1999   | Stade commémoratif de l'Expo '70   | 21 000   | 7                 |
| JEF United Ichihara  | -               | Ichihara  | 14e             | Nicolae Zamfir             | 1999   | ZA Oripri Stadium                  | 14 051   | 7                 |
| Vissel Kobe          | 1997            | Kobe      | 15e             | Ryoichi Kawakatsu          | 1999   | Stade du Mémorial de l'Universiade | 60 000   | 3                 |
| Avispa Fukuoka       | 1996            | Fukuoka   | 16e             | Yoshio Kikugawa            | 1999   | Level5 Stadium                     | 22 563   | 4                 |

- Tenant du titre et qualifié pour la Coupe d'Asie des clubs champions 1999-2000

### Localisation des clubs
| \| Clubs du Grand Tokyo · Kashima Antlers (Ibaraki) · Yokohama F. Marinos (Kanagawa) · JEF United Ichihara (Chiba) · Kashiwa Reysol (Chiba) · Verdy Kawasaki (Kanagawa) · Urawa Red Diamonds (Saitama) · Shonan Bellmare (Kanagawa) Grand Tokyo Nagoya Grampus Eight Shimizu S-Pulse Júbilo Iwata Gamba Osaka Vissel Kobe Sanfrecce Hiroshima Avispa Fukuoka Cerezo Osaka Kyoto Purple Sanga \| Localisation des clubs engagés dans le championnat. |
| Clubs du Grand Tokyo · Kashima Antlers (Ibaraki) · Yokohama F. Marinos (Kanagawa) · JEF United Ichihara (Chiba) · Kashiwa Reysol (Chiba) · Verdy Kawasaki (Kanagawa) · Urawa Red Diamonds (Saitama) · Shonan Bellmare (Kanagawa) Grand Tokyo Nagoya Grampus Eight Shimizu S-Pulse Júbilo Iwata Gamba Osaka Vissel Kobe Sanfrecce Hiroshima Avispa Fukuoka Cerezo Osaka Kyoto Purple Sanga                                                           |

| Clubs du Grand Tokyo · Kashima Antlers (Ibaraki) · Yokohama F. Marinos (Kanagawa) · JEF United Ichihara (Chiba) · Kashiwa Reysol (Chiba) · Verdy Kawasaki (Kanagawa) · Urawa Red Diamonds (Saitama) · Shonan Bellmare (Kanagawa) Grand Tokyo Nagoya Grampus Eight Shimizu S-Pulse Júbilo Iwata Gamba Osaka Vissel Kobe Sanfrecce Hiroshima Avispa Fukuoka Cerezo Osaka Kyoto Purple Sanga |

| Pos | Club                 | Pts | J  | V/TR | V/EP | N | D  | Bp | Bc | Diff |
| --- | -------------------- | --- | -- | ---- | ---- | - | -- | -- | -- | ---- |
| 1   | Júbilo Iwata         | 34  | 15 | 10   | 2    | 0 | 3  | 29 | 15 | +14  |
| 2   | Verdy Kawasaki       | 32  | 15 | 9    | 2    | 1 | 3  | 20 | 15 | +5   |
| 3   | Shimizu S-Pulse      | 30  | 15 | 9    | 1    | 1 | 4  | 28 | 23 | +5   |
| 4   | Kashiwa Reysol       | 29  | 15 | 9    | 1    | 0 | 5  | 26 | 18 | +8   |
| 5   | Cerezo Osaka         | 29  | 15 | 9    | 1    | 0 | 5  | 25 | 21 | +4   |
| 6   | Sanfrecce Hiroshima  | 27  | 15 | 9    | 0    | 0 | 6  | 30 | 18 | +12  |
| 7   | Yokohama F. Marinos  | 23  | 15 | 6    | 2    | 1 | 6  | 31 | 20 | +11  |
| 8   | Nagoya Grampus Eight | 21  | 15 | 6    | 1    | 1 | 7  | 30 | 32 | +7   |
| 9   | Kashima Antlers      | 18  | 15 | 5    | 1    | 1 | 8  | 23 | 19 | +4   |
| 10  | Gamba Osaka          | 17  | 15 | 5    | 1    | 0 | 9  | 21 | 25 | -4   |
| 11  | Avispa Fukuoka       | 16  | 15 | 4    | 2    | 0 | 9  | 23 | 30 | -7   |
| 12  | Vissel Kobe          | 15  | 15 | 4    | 1    | 1 | 9  | 20 | 24 | -4   |
| 13  | Urawa Red Diamonds   | 13  | 15 | 3    | 0    | 4 | 8  | 21 | 33 | -12  |
| 14  | Kyoto Purple Sanga   | 12  | 15 | 4    | 0    | 0 | 11 | 18 | 28 | -10  |
| 15  | JEF United Ichihara  | 12  | 15 | 2    | 2    | 2 | 9  | 19 | 34 | -15  |
| 16  | Shonan Bellmare      | 9   | 15 | 3    | 0    | 0 | 12 | 15 | 33 | -18  |

| Pos | Club                 | Pts | J  | V/TR | V/EP | N | D  | Bp | Bc | Diff |
| --- | -------------------- | --- | -- | ---- | ---- | - | -- | -- | -- | ---- |
| 1   | Shimizu S-Pulse      | 35  | 15 | 9    | 1    | 1 | 4  | 28 | 23 | +5   |
| 2   | Nagoya Grampus Eight | 33  | 15 | 10   | 1    | 1 | 3  | 32 | 23 | +9   |
| 3   | Yokohama F. Marinos  | 30  | 15 | 8    | 2    | 2 | 3  | 30 | 15 | +15  |
| 4   | Kashiwa Reysol       | 29  | 15 | 8    | 2    | 1 | 4  | 23 | 18 | +5   |
| 5   | Cerezo Osaka         | 24  | 15 | 6    | 3    | 0 | 6  | 39 | 24 | +15  |
| 6   | Kashima Antlers      | 22  | 15 | 6    | 2    | 0 | 7  | 30 | 18 | +12  |
| 7   | Vissel Kobe          | 22  | 15 | 5    | 2    | 3 | 5  | 18 | 21 | -3   |
| 8   | Sanfrecce Hiroshima  | 21  | 15 | 6    | 1    | 1 | 7  | 24 | 25 | -1   |
| 9   | Kyoto Purple Sanga   | 19  | 15 | 5    | 2    | 0 | 8  | 20 | 30 | -10  |
| 10  | Verdy Kawasaki       | 17  | 15 | 4    | 2    | 1 | 8  | 23 | 28 | -5   |
| 11  | JEF United Ichihara  | 16  | 15 | 4    | 2    | 0 | 9  | 22 | 22 | 0    |
| 12  | Júbilo Iwata         | 15  | 15 | 4    | 1    | 1 | 9  | 23 | 27 | -4   |
| 13  | Gamba Osaka          | 15  | 15 | 4    | 1    | 1 | 9  | 15 | 21 | -6   |
| 14  | Urawa Red Diamonds   | 15  | 15 | 4    | 1    | 1 | 9  | 18 | 25 | -7   |
| 15  | Avispa Fukuoka       | 12  | 15 | 3    | 1    | 1 | 10 | 18 | 29 | -11  |
| 16  | Shonan Bellmare      | 4   | 15 | 1    | 0    | 1 | 13 | 15 | 39 | -24  |

## Finale
| 4 décembre 1999 | Júbilo Iwata | 2 - 1 | Shimizu S-Pulse |  |  |
|                 |              |       |                 |  |  |

| 11 décembre 1999 | Shimizu S-Pulse   | 2 - 1 | Júbilo Iwata |  |  |
|                  |                   |       |              |  |  |
|                  | Tirs au but 2 - 4 |       |              |  |  |

## Classement Final
| Pos | Club                  | Pts | J  | V/TR | V/EP | N | D  | Bp | Bc | Diff |
| --- | --------------------- | --- | -- | ---- | ---- | - | -- | -- | -- | ---- |
| 1   | Shimizu S-Pulse       | 65  | 30 | 20   | 2    | 1 | 7  | 56 | 36 | +20  |
| 2   | Kashiwa Reysol L      | 58  | 30 | 17   | 3    | 1 | 9  | 49 | 36 | +13  |
| 3   | Yokohama F. Marinos   | 53  | 30 | 14   | 4    | 3 | 9  | 61 | 35 | +26  |
| 4   | Cerezo Osaka          | 53  | 30 | 15   | 4    | 0 | 11 | 64 | 45 | +19  |
| 5   | Júbilo Iwata          | 49  | 30 | 14   | 3    | 1 | 12 | 52 | 42 | +10  |
| 6   | Verdy Kawasaki        | 49  | 30 | 13   | 4    | 2 | 11 | 43 | 43 | 0    |
| 7   | Sanfrecce Hiroshima   | 48  | 30 | 15   | 1    | 1 | 13 | 54 | 43 | +11  |
| 8   | Nagoya Grampus EightC | 44  | 30 | 16   | 2    | 2 | 10 | 62 | 46 | +16  |
| 9   | Kashima Antlers T S   | 40  | 30 | 11   | 3    | 1 | 15 | 53 | 37 | +16  |
| 10  | Vissel Kobe           | 37  | 30 | 9    | 3    | 4 | 14 | 38 | 45 | -7   |
| 11  | Avispa Fukuoka        | 34  | 30 | 7    | 3    | 1 | 19 | 41 | 59 | -18  |
| 12  | Gamba Osaka           | 32  | 30 | 9    | 2    | 1 | 18 | 36 | 46 | -10  |
| 13  | Kyoto Purple Sanga    | 31  | 30 | 9    | 2    | 0 | 19 | 38 | 58 | -20  |
| 14  | JEF United Ichihara   | 28  | 30 | 6    | 4    | 2 | 18 | 41 | 56 | -15  |
| 15  | Urawa Red Diamonds    | 28  | 30 | 7    | 1    | 5 | 17 | 39 | 58 | -19  |
| 16  | Shonan Bellmare       | 13  | 30 | 4    | 0    | 1 | 25 | 30 | 72 | -42  |

|  | Qualification pour la Coupe d'Asie des clubs champions 2000-2001                                                                                         |
|  | Reléguer en deuxième division |
|  | T : Tenant du titre C : Vainqueur de la Coupe de l'Empereur 1999 L : Vainqueur de la Coupe de la Ligue 1999 S : Vainqueur de la Supercoupe du Japon 1999 |

## Récompenses individuelles

### Distinctions
| Distinction           | Nom            | Nationalité  | Équipe          |
| MVP                   | Alex           | Japon        | Shimizu S-Pulse |
| Rookie de l'année     | Yuji Nakazawa  | Japon        | Verdy Kawasaki  |
| Soulier d'or          | Hwang Sun-Hong | Corée du Sud | Cerezo Osaka    |
| Entraîneur de l'année | Steve Perryman | Angleterre   | Shimizu S-Pulse |

### Classement des buteurs
| Rang | Nom            | Nationalité  | Équipe              | Buts |
| 1    | Hwang Sun-hong | Corée du Sud | Cerezo Ōsaka        | 24   |
| 2    | Shoji Jo       | Japon        | Yokohama F. Marinos | 18   |
| 3    | Baron          | Brésil       | JEF United Ichihara | 17   |

## Parcours continental des clubs
Le parcours des clubs japonais en Ligue des champions de l'AFC est important puisqu'il détermine le coefficient AFC japonais, et donc le nombre de clubs japonais présents dans la compétition les années suivantes.
| Club            | Compétition                      | Résultat        | Ultime(s) adversaire(s) | Ultime(s) adversaire(s) | Ultime(s) adversaire(s) |
| --------------- | -------------------------------- | --------------- | ----------------------- | ----------------------- | ----------------------- |
| Júbilo Iwata    | Coupe d'Asie des clubs champions | Finaliste       | Al-Hilal                | Al-Hilal                | Al-Hilal                |
| Kashima Antlers | Coupe d'Asie des clubs champions | Phase de groupe | Júbilo Iwata            | Suwon Samsung Bluewings | Big Bang Chula United   |